# Majel Bel Abbès (délégation)
Majel Bel Abbès est une délégation tunisienne dépendant du gouvernorat de Kasserine.
En 2004, elle compte 21 909 habitants dont 10 849 hommes et 11 060 femmes répartis dans 3 719 ménages et 4 582 logements.